# Petra tou Romiou
Petra tou Romiou („A görög sziklája”) (azaz kelet-római vagy bizánci, mivel a bizánciak az 1820-as évekig görögként vagy rómaiként emlegették magukat), más néven Aphrodité sziklája,  egy tengeri sziklacsoport Páfosznál, Cipruson. A parton a Páfosztól Limassolig tartó főút mentén található. A környék szépsége és a mitológiában elfoglalt helye miatt, mint Aphrodité szülőhelye, népszerű turisztikai célpont.
Ebben a régióban általában erősek a hullámok, ami miatt a turisták inkább nem úsznak itt. A sziklára mászni nem szabad. Egy étterem, egy turisztikai pavilon és az Aphrodite Hills üdülőhely található a közelben.

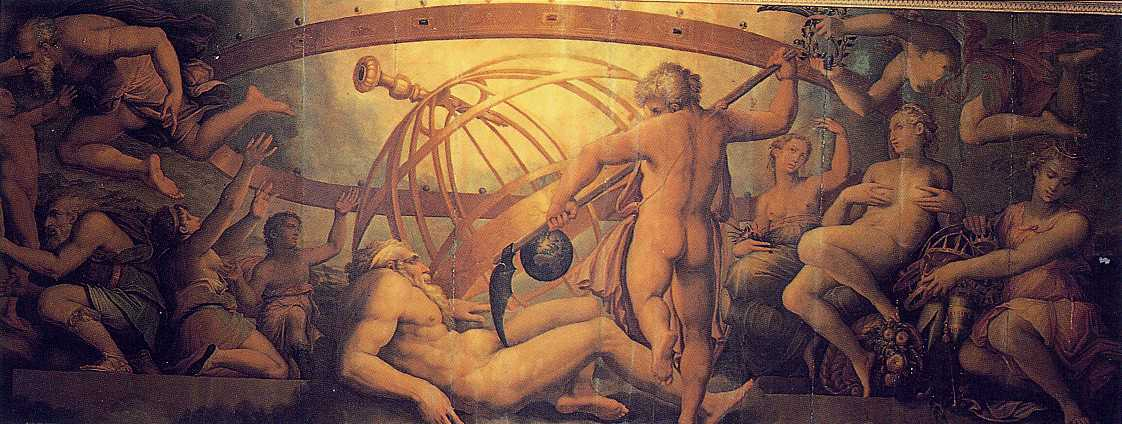
Giorgio Vasari: Uranosz megcsonkítása Szaturnusz (Kronosz) által

## Legendák
Az egyik legenda szerint ez a szikla Aphrodité istennő szülőhelye, valószínűleg ezt a szikladarabok körüli habzó víz miatt hitték, és emiatt Aphrodité sziklájának hívják. Gaia (Földanya) megkérte egyik fiát, Kronoszt, hogy csonkítsa meg apját, Uranoszt (Ég). Ezért Kronosz levágta Uranosz heréit és a tengerbe dobta.
Hasonlóan ehhez, a helyi változat azt mondja, hogy Aphrodité sziklája Uranosz alsó testrészéből van. Ez a legenda azt is mondja, hogy Kronosz rátámadt apjára, és egy sarlóval derék alatt kettévágta. Uranusz, amikor megpróbált elmenekülni, csonka testének és heréinek egy részét elvesztette a tengerben. A vízben fehér hab jelent meg, amelyből egy leányzó emelkedett ki, és akit a hullámok először Kíthirába, majd Ciprusra vittek. Ez az Aphrodité nevű nő Ciprusról ment el az istenek tanácsába. A rómaiak széles körben csak Vénuszként emlegették. Aphroditénak nagy kultusza volt Páfoszban, amelyet végül a rómaiak legyőztek. Ennek bizonyítéka Aphrodité szentélye, Kouklia városában. A helyi mítosz szerint minden ember, aki Aphrodité szikláját körbeússza, örök szépséggel lesz megáldva.
Egy másik legenda az Achni nevet társítja a közeli strandhoz, mivel annak a helynek tulajdonítja ezt a strandot, ahol az akhájok Trójából visszatérve a partra szálltak.
A sziklák eredeti neve – Petra tou Romiou, vagyis lefordítva “a rómaiak sziklája” – Digenes Akritasnak, a félig bizánci, félig arab hősnek állít emléket, aki itt állta útját a szaracén hadseregnek. A legenda szerint emberfeletti erejével leszakított egy hatalmas sziklát a Tróodosz–hegységből és azt a tengerbe hajította, így zilálva szét a szaracén hódítók seregét. Egy közeli szikla emiatt a Szaracén-szikla néven ismert.

## Fordítás
- Ez a szócikk részben vagy egészben  a   Petra tou Romiou című angol Wikipédia-szócikk ezen változatának fordításán alapul.  Az eredeti cikk szerkesztőit annak laptörténete sorolja fel. Ez a jelzés csupán a megfogalmazás eredetét és a szerzői jogokat jelzi, nem szolgál a cikkben szereplő információk forrásmegjelöléseként.